# Структура Брукса — Тейлора
Структура Брукса — Тейлора (англ. Brooks and Taylor structure) — сферичні структури, які випадають в осад з ізотропних пеків під час піролізу. Структури цих сфер складаються з ламелярно упорядкованих у паралельні шари ароматичних молекул. Ці шари є перпендикулярними до полярної осі сфери і до мезофазної ізотропної поверхні поділу фаз.